# Casa consistorial de Ávila
La casa consistorial de Ávila es el edificio sede del Ayuntamiento de Ávila, ubicado en la plaza del Mercado Chico, en la ciudad española de Ávila.

## Historia
Su erección data de los últimos años del reinado de Isabel II. Proyectado por el arquitecto municipal Ildefonso Vázquez de Zúñiga, las obras tendrían lugar en un periodo comprendido entre 1861 y 1868. Se encuentra situado presidiendo la céntrica plaza del Mercado Chico, en el interior del recinto intramuros de la ciudad medieval. Sustituyó a otra casa consistorial situada en la misma plaza y construida a lo largo del siglo xvi. El edificio, que sería restaurado a comienzos de la década de 1980, cuenta con un reloj en su fachada.

## Elementos destacados
Dentro del edificio destacan la escalera de gala desde la que se pueden contemplar una placa dedicada a los dos pilotos de aviones que hicieron el primer vuelo trasatlántico entre Sevilla y Bahía en Brasil (uno de ellos era abulense) y el llamado "arca de las 5 llaves" y el salón de plenos, donde además de los escaños se muestran un cuadro que representa a santa Teresa realizado por fray Juan de la Miseria, la bandera municipal y una copia de la bandera del  regimiento de voluntarios de la ciudad de Ávila que luchó durante la guerra de la Independencia (la original está en el Archivo General Militar en el palacio de Polentinos).